# Chappelle’s Show
A Chappelle’s Show egy amerikai szkeccsműsor, amelyet a Comedy Central vetített 2003-tól 2006-ig. A sorozat házigazdái Dave Chappelle és Neal Brennan voltak.  Különféle vicces, 5-10, időnként 15 perces jeleneteket mutatnak be, ahol a hírességeket, tévéműsorokat, sportcsapatokat és összességében a világ dolgait figurázzák ki. Minden epizód elején rövid stand-up comedy előadások hallatók. Ezt a műsort soha nem játszották Magyarországon, Amerikában viszont népszerű volt. 3 évadot élt meg 28 epizóddal. 22 perces egy epizód.  2003. január 22.-től 2006. július 23.-ig vetítették az USA-ban.